# Madagascarchaea spiceri
Espèce
Synonymes
- Eriauchenius spiceri Wood, 2008

Madagascarchaea spiceri est une espèce d'araignées aranéomorphes de la famille des Archaeidae.

## Distribution
Cette espèce est endémique de la région Diana à Madagascar,. Elle se rencontre dans la Montagne des Français.

## Description
Le mâle holotype mesure 1,87 mm.

## Étymologie
Cette espèce est nommée en l'honneur de Gregory S. Spicer de l'université d'État de San Francisco.

## Publication originale
- Wood, 2008 : A revision of the assassin spiders of the Eriauchenius gracilicollis group, a clade of spiders endemic to Madagascar (Araneae: Archaeidae). Zoological Journal of the Linnean Society, vol. 152, p. 255-296.